# 아르메니아 요리

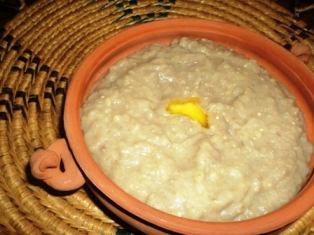
하리사

아르메니아 요리(Armenia 料理, 아르메니아어: հայկական խոհանոց 하이카칸 호하노츠)는 서남아시아 캅카스 지역에 있는 아르메니아의 요리이다. 아르메니아 사람들의 음식, 요리 기법, 전통적인 아르메니아 음식과 요리는 아르메니아 사람들이 살았던 역사와 지리뿐만 아니라 유럽과 레반트 요리의 영향을 외부에서 공유하는 것을 반영한다. 이 요리는 아르메니아의 인구 밀집 지역에서 자란 전통 작물 및 가축을 반영한다.

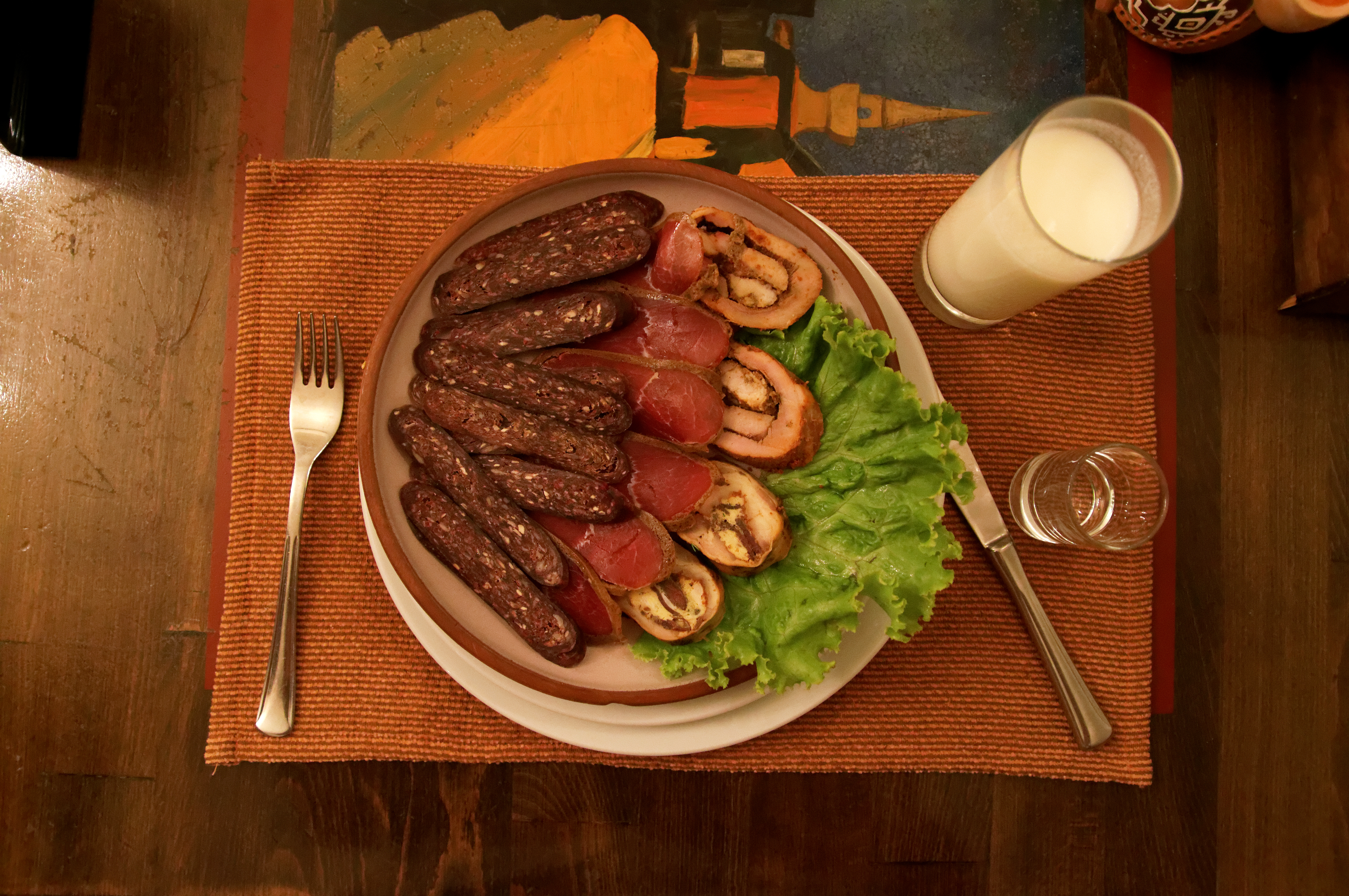
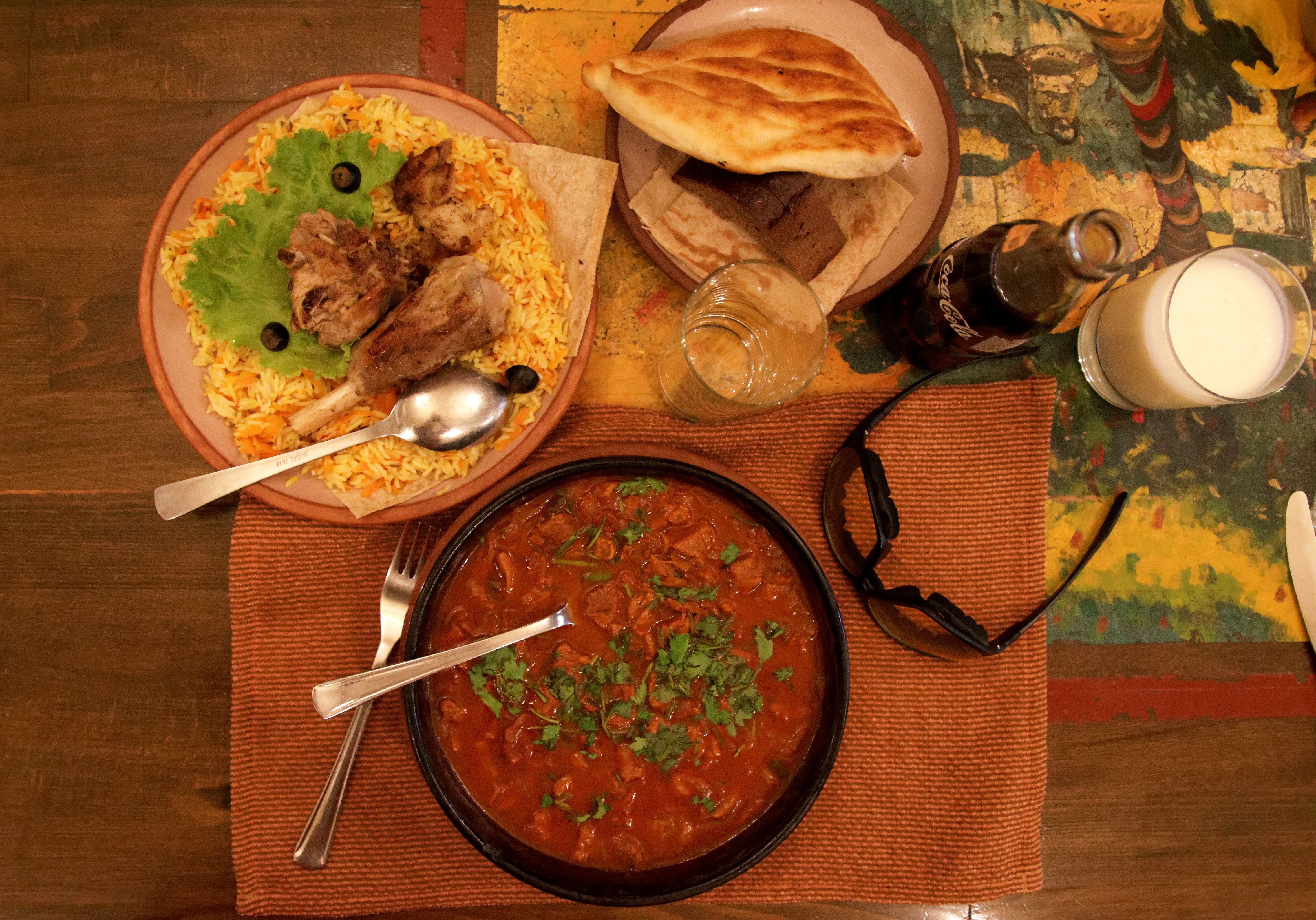

## 음식의 유형
아르메니아 요리에는 몇가지 음식이 있다.
- 하리사
- 하시
- 돌마

## 같이 보기
- 캅카스 요리